# The Paper Kites
The Paper Kites es un grupo australiano de indie rock de Melbourne, Australia formado por Sam Bentley (vocalista, guitarra y piano), Christina Lacy (vocalista, guitarra y piano), David Powys (coros, guitarra y banjo), Josh Bentley (batería y percusión) y Sam Rasmussen (bajo y sintetizador).
En agosto de 2011 lanzaron su primer EP, titulado "Woodlands", seguido de "Young North" en agosto de 2012. Su álbum debut "States" fue lanzado en agosto de 2013 e incluso llegó a alcanzar el puesto #17 en la ARIA Charts.

## Discografía

### Álbumes
- Woodland (2011)
- Young North (2012)
- States (2013)
- twelvefour (2015)
- On the Train Ride Home (2018)
- On the Corner Where You Live (2018)
- Roses (2021)
- At The Roadhouse (2023)

### EP
- Woodland (2011)
- Young North (2012)

### Sencillos
- "Bloom" (2010)
- "Featherstone " (2011)
- "A Maker of My Time" (2012)
- "St Clarity" (2013)
- "Young" (2013)
- "Electric Indigo" (2015)
- "Revelator Eyes" (2015)
- "Renegade" (2016)
- "Too Late" (2016)
- "St. Clarity" (Mahogany Sessions) (2018)